# Борисова Грива
Бори́сова Гри́ва — деревня в Рахьинском городском поселении Всеволожского района Ленинградской области.

## Название
Название происходит от Борисовой гривы (грива — невысокая, узкая, линейно вытянутая, пологая возвышенность), на которой находится деревня.

## История
В 1896 году частная узкоколейная Ириновская железная дорога, предназначенная для вывоза торфа и принадлежащая барону П. Л. Корфу, была продлена от станции Ириновка до станции Борисова Грива, где «Ириновско-Шлиссельбургским промышленным обществом» был построен стекольный завод, вокруг него и возникла деревня. Завод был довольно крупным, в 1905 году на нём трудилось 450 человек.
Первое картографическое упоминание деревни — карта окрестностей Петрограда Ю. Гаша 1914 года. В том же году в деревне работали: двухклассная земская школа (Борисо-Гривское училище), учителем в которой была Елена Николаевна Каменева, кирпичный завод «Ириновского общества кирпичных заводов» (110 рабочих) и Ириновский химический завод (92 рабочих).
В 1917 году посёлок Борисова Грива входил в состав Рябовской волости 2-го стана Шлиссельбургского уезда.
С 1918 по 1920 год в составе Борисово-Гривского сельсовета Ириновской волости.
С 1921 года в составе Ириновского сельсовета.
С 1923 года вновь в составе Рябовской волости.
С 1924 года в составе Ленинской волости.
В 1920-е — 1930-е годы близ посёлка Борисова Грива были выстроены посёлки торфоразработчиков: № 6, 7 и 11.
Согласно переписи населения СССР 1926 года:

БОРИСОВА ГРИВА — торфоразработки Ириновского сельсовета Ленинской волости, 122 хозяйства, 430 душ.

Из них: русских — 109 хозяйств, 384 души; финнов-ингерманландцев — 2 хозяйства, 4 души; немцев — 5 хозяйств, 21 душа; эстов — 4 хозяйства, 14 душ; латышей — 1 хозяйство, 4 души; литовцев — 1 хозяйство, 3 души. (1926 год)

С 1927 года в составе Ленинского района.
С 1928 года в составе Вагановского сельсовета.
С 1930 года в составе Ленинградского Пригородного района.

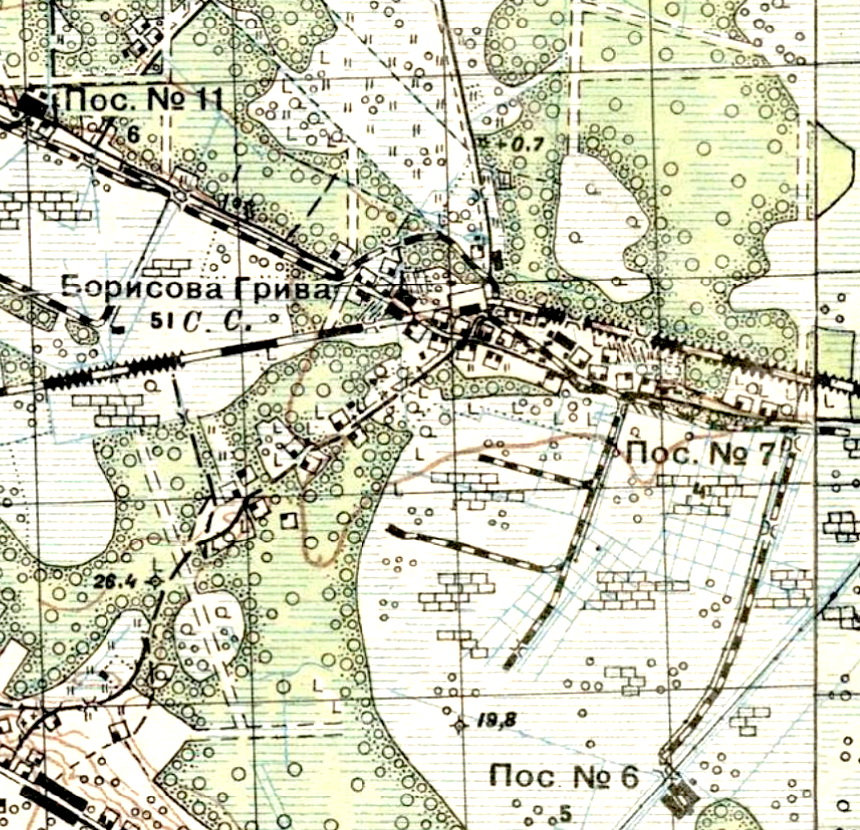
Деревня Борисова Грива на карте 1931 года

Согласно топографической карте РККА 1931 года деревня насчитывала 51 двор, в деревне располагался сельсовет.
По административным данным 1933 года деревня Борисова Грива являлась центром Вагановского сельсовета, состоящего из 8 населённых пунктов с общей численностью населения 5496 человек>.

БОРИСОВА ГРИВА — деревня Вагановского сельсовета, 446 чел. 

БОРИСОВА ГРИВА — посёлок Вагановского сельсовета, 618 чел. 

ПОСЁЛОК № 7 — посёлок Вагановского сельсовета, 115 чел. (1939 год)

По административным данным 1936 года деревня Борисова Грива являлась центром Вагановского сельсовета Ленинградского Пригородного района. В сельсовете было 8 населённых пунктов, 558 хозяйств и 4 колхоза. С августа 1936 года, в составе Всеволожского района.
В 1940 году деревня насчитывала 57 дворов, посёлок № 7 — 3 двора, посёлок № 6 — 6 дворов.
В годы войны в деревне располагались:

- полевой подвижный госпиталь № 2228
- госпиталь для легкораненых № 4171[13]

В 1958 году население посёлка Борисова Грива составляло 1324 человека.
По данным 1966 и 1973 годов деревня Борисова Грива также входила в состав Вагановского сельсовета.

### Современность
Решением облисполкома № 189 от 16 мая 1988 года признаны памятниками истории находящиеся в Борисовой Гриве дом на улице Широкой, в котором находился штаб, обеспечивающий работу ладожского трубопровода для снабжения блокадного Ленинграда нефтепродуктами и братская могила советских воинов, погибших в борьбе с фашистами.
По данным 1990 года в деревне Борисова Грива проживали 620 человек. Деревня являлась административным центром Вагановского сельсовета, в который входили 13 населённых пунктов: деревни Борисова Грива, Ваганово, Ириновка, Кокорево, Ладожский Трудпосёлок, Лепсари, Морье, Проба; посёлки Змеиный, Посёлок № 2, Посёлок № 13; посёлки при станции Ириновка, Ладожское Озеро, общей численностью населения 2648 человек.
В 1997 году в деревне проживали 465 человек, в 2002 году — 1030 человек (русских — 82 %), в 2007 году — 1032.
В списке ценных природных объектов, подлежащих охране во Всеволожском районе, утверждённом решением Всеволожского городского Совета народных депутатов от 8 апреля 1993 года, за № 14 значится 50-е болото (3,4 га, 5 км северо-западнее посёлка Борисова Грива).
Через Борисову Гриву проходит трасса ежегодного международного зимнего марафона «Дорога жизни».

## География
Деревня расположена в восточной части района на автодороге 41К-064 «Дорога жизни» (Санкт-Петербург — Морье) в месте пересечения её автодорогой А120 (Санкт-Петербургское северное полукольцо, бывшая 41А-189 «Магистральная» (Р21 — Васкелово — А121 — А181)) и примыкания к ней автодороги 41К-202 (Проба — Лепсари — Борисова Грива).
Расстояние до административного центра поселения — 7 км.
Расстояние до районного центра — 18 км.
Расстояние до ближайшей железнодорожной станции Борисова Грива — 2,5 км.

## Демография
| 2007 | 2010  | 2017  |
| ---- | ----- | ----- |
| 1032 | ↗1256 | ↘1175 |

Национальный состав
Согласно данным Всероссийской переписи населения 2021 года в деревне проживал 1451 человек, из них:
 русские — 1001, таджики — 9, украинцы — 5, евреи — 4, белорусы — 3, азербайджанцы — 1, башкиры — 1, грузины — 1, нанайцы — 1, немцы — 1, татары — 1, узбеки — 1 человек, остальные национальность не указали.

## Транспорт
В деревне начинается автобусный маршрут № 606 до пос. Грибное, протяжённостью 8 км.
Через деревню проходит железнодорожная линия Ириновского направления Октябрьской железной дороги, имеется железнодорожная станция Борисова Грива.

## Фото

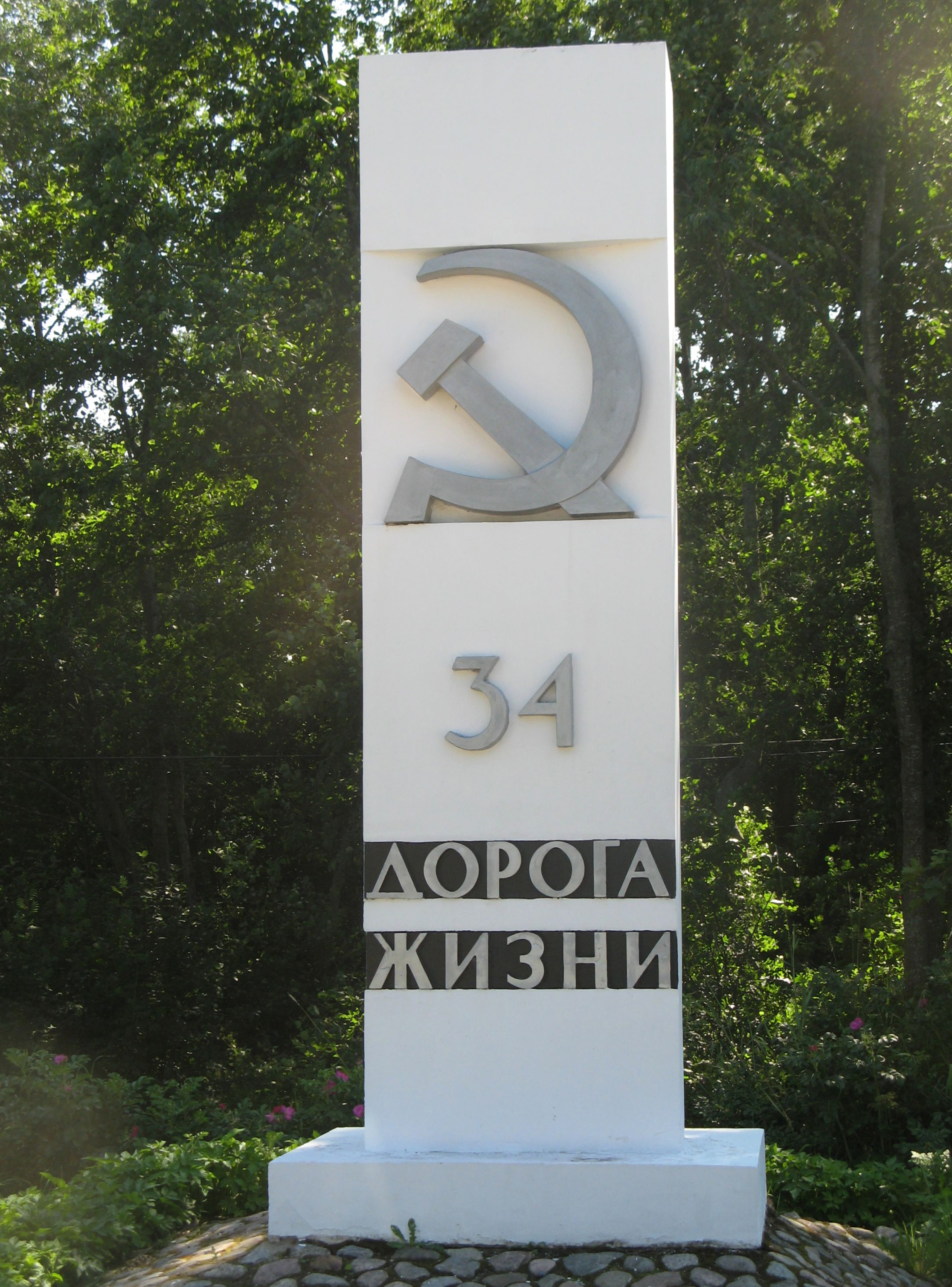
Памятный столб на Дороге жизни
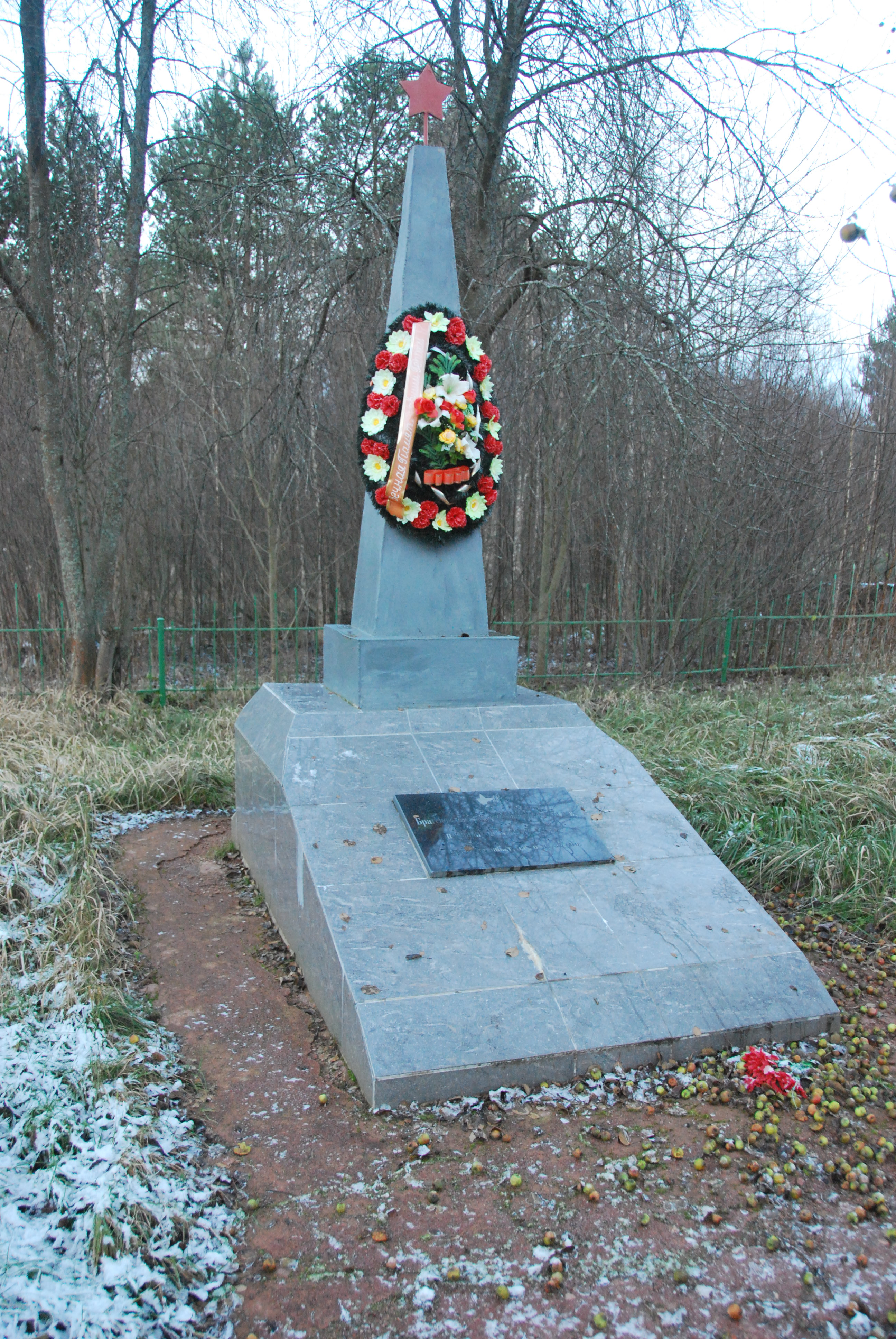
Братское захоронение советских воинов

## Улицы
1-й переулок, 2-й переулок, Грибное, Ириновское шоссе, Лесная, Новая, Песочная, Садовая, Центральная, Широкая.